# 강경 (위)
강경(姜?, ? ~ 212년)은 중국 후한 말의 무장이다.

## 행적
삼국시대 촉한의 충신 강유의 부친이다.
양주자사 위강의 부하였는데, 212년 마초가 저족,강족과 한중의 장로의 지원으로 기성으로 쳐들어 오자 위강은 부하 염온에게 장안의 하후연에게 지원군을 지원하라고 보냈다. 그러나 그가 마초에게 잡혀 죽자 위강은 장기 등의 말을 무시한 채 성을 열었는데 마초가 항복한 자들을 죽이니 강경은 위강을 지키다가 마초의 부하인 방덕에게 죽임을 당했다.

## 같이 보기
- 삼국지 인물 목록